# الوصول إلى أدوات كوفيد 19 ATC

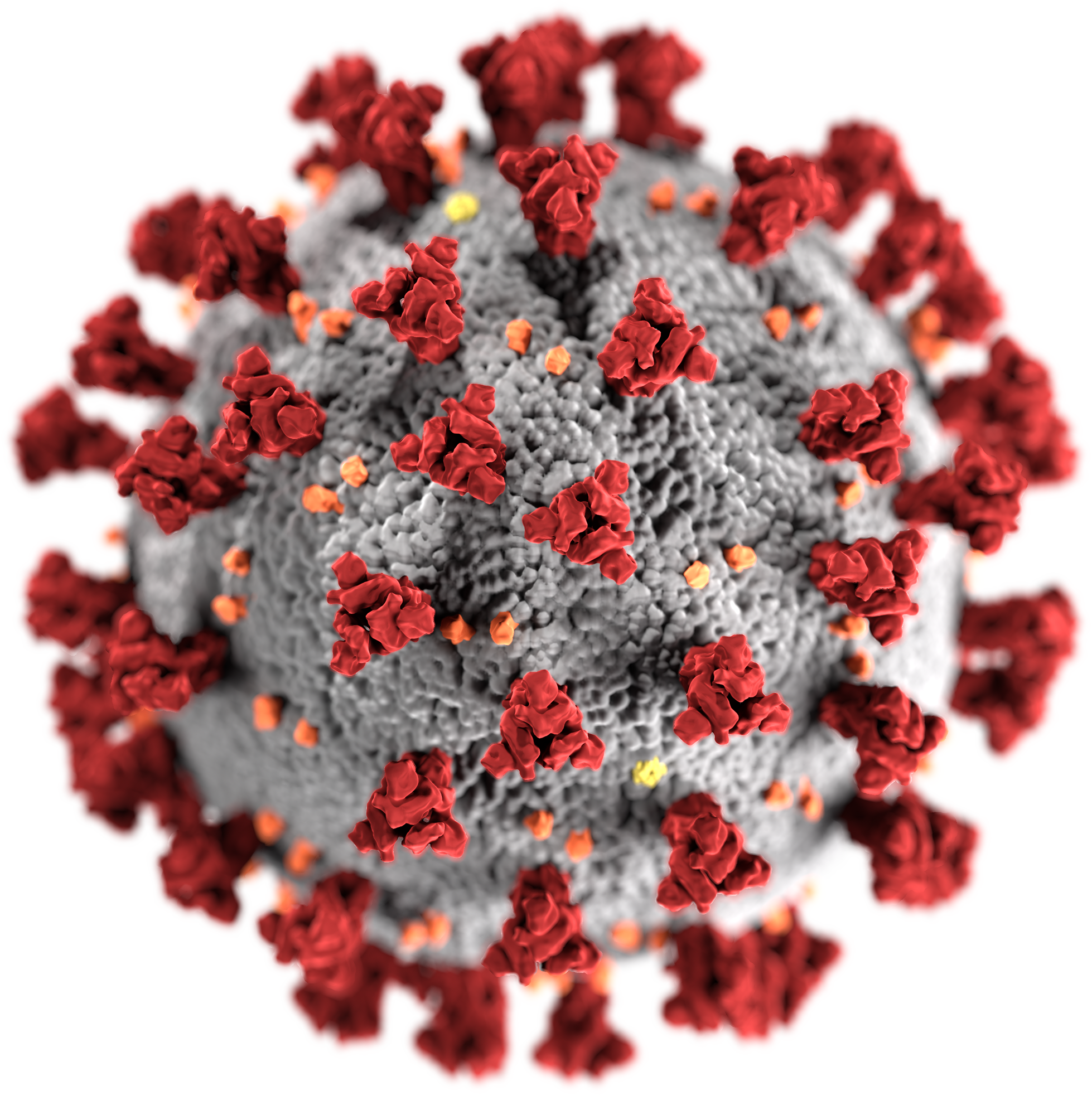

مسرّع الوصول إلى أدوات كوفيد 19 مبادرة من الدول العشرين أعلن عنها في 24 أبريل/نيسان 2020. ونشرت منظمة الصحة العالمية في اليوم نفسه دعوة للتنفيذ في 24 إبريل/نيسان 2020. وفي 10 سبتمبر/أيلول استضافت الأمم المتحدة والاتحاد الأوربي الاجتماع الأول لمجلس التسهيل لمبادرة تسريع الوصول إلى أدوات كوفيد وقد تلقى إلى الآن 2.7 مليار دولار من أصل 35 مليار تلزم لتأمين ملياري جرعة لقاح، و 245 مليون جرعة علاج و 500 مليون اختبار وهي الأهداف التي تراها المبادرة ضرورية لاختصار فترة الوباء وتسريع انتعاش الاقتصاد العالمي.

## البنية
Andrew Witty والدكتور Ngozi Okonjo-Iweala سيعملان كمبعوثين خاصين من منظمة الصحة العالمية لصالح مبادرة تسريع الوصول إلى أدوات كوفيد.